# Gloria Katz
Gloria Katz (Los Ángeles, 25 de octubre de 1942 – Los Ángeles, 25 de noviembre de 2018) fue una guionista y productora de cine estadounidense, conocida por sus colaboraciones con George Lucas. Junto a su marido Willard Huyck, Katz trabajó en American Graffiti, Indiana Jones y el templo maldito y Howard el Pato. Katz era judía.
Como doctores de guiones no acreditados, práctica común, Katz y Huyck ayudaron a pulir el guion de Star Wars de Lucas. Katz y Huyck son responsables de ayudarlo a desarrollar parte del humor y algunos desarrollos para la icónica princesa Leia en la película.
Katz murió de un cáncer de ovarios en 2018 a los 76 años.

## Filmografía
Cine
| Año  | Título en español                 | Título original                      | Guionista | Productora | Director                     |
| ---- | --------------------------------- | ------------------------------------ | --------- | ---------- | ---------------------------- |
| 1973 | Messiah of Evil                   | Messiah of Evil                      | Sí        | Sí         | Willard Huyck y Gloria Kantz |
| 1973 | American Graffiti                 | American Graffiti                    | Sí        | No         | George Lucas                 |
| 1975 | Los aventureros de Lucky Lady     | Lucky Lady                           | Sí        | No         | Stanley Donen                |
| 1979 | Un inolvidable curso en París     | French Postcards                     | Sí        | Sí         | Willard Huyck                |
| 1979 | Más American Graffiti             | More American Graffiti               | Sí        | No         | Bill Norton                  |
| 1984 | Indiana Jones y el templo maldito | Indiana Jones and the Temple of Doom | Sí        | No         | Steven Spielberg             |
| 1984 | La mejor defensa... ¡El ataque!   | Best Defense                         | Sí        | Sí         | Willard Huyck                |
| 1986 | Howard... un nuevo héroe          | Howard the Duck                      | Sí        | Sí         | Willard Huyck                |
| 1994 | Asesinatos en la radio            | Radioland Murders                    | Sí        | No         | Mel Smith                    |

Televisión
| Año  | Título original               | Guionista | Productora ejecutiva |
| ---- | ----------------------------- | --------- | -------------------- |
| 1988 | A Father's Homecoming         | Sí        | Sí                   |
| 1989 | Mothers, Daughters and Lovers | Sí        | Sí                   |

## Premios y distinciones
Premios Óscar
| Año  | Categoría            | Película          | Resultado |
| ---- | -------------------- | ----------------- | --------- |
| 1974 | Mejor guion original | American Graffiti | Nominado  |